# الأسد الرهيص
الأسد الرهيص هو وُزْرٌ بن جابر النَّبهاني الطائي وفي بعض الروايات زر بن جابر بن سدوس بن أصمع الطائي النبهاني عاش ولد وعاش في نجد وعاصر عنترة بن شداد، وهو مقاتل عنيد ولا يقبل الهزيمة، فرماه برمح، كما روى صاحب الأغاني بقوله أن عنترة أغار على بني نبهان من طيء فطرد لهم طريدة وهو شيخ كبير، فجعل يرتجز وهو يطردها ويقول:
آثار ظُلمان بقاعٍ محربٍ.
سبب تسميته بالأسد الرهيص أو الليث الرهيص أنه يصطاد الأسود وحده، وكان يعيش في منطقة اسمها الشراة على القرب من جبل أجا في حائل، وتشتهر هذه المنطقة أنها ديار أسود وسباع، وكان الأسد يصطاد تلك الأسود وحيداً واشتهر على إثرها وذاع صيته.
قال: وكان زرّ (وقيل وزر) بن جابر النبهاني في فتوّة، فرماه وقال: خذها وأنا ابن سلمى، فقطع مطاه (أي ظهره)، فتحامل بالرمية حتى أتى أهله، فقال وهو مجروح:
وقال ابن الكلبي: وكان الذي قتله يلقّب بالأسد الرهيص الطائي. وقد ذكر أهل التاريخ والأنساب أن الأسد الرهيص وزر بن جابر هو قاتل عنترة. خرج الأسد الرهيص، فوجد عنترة في رحلة وهو مصطل فرماه بسهم فأصاب عانته فقال عنترة: الفرس الفرس، ولم يقدر على النهوض ومات، وركبت امرأته عبلة بعيره وسارت والناس يظنون أن فيه عنترة فلم يقدموا عليها حتى أتت قومها، وغضب له عامر بن الطفيل فغزا طيئا وقتل الأسد الرهيص.
وقد قال الأسد الرهيص عندما قتل عنترة:
وأدرك الإسلام، ووفد على النبي محمد مع زيد الخيل في السنة التاسعة للهجرة ولم يسلم، وقال: أني لأرى رجلاً ليملكن رقاب العرب، والله لا أجعله يملك رقبتي أبداً، ثم توجه إلى بلاد الشام، وحلق رأسه وتنصر ومات على ذلك.